# When the Shadows Beam
When the Shadows Beam är en EP av Silverstein som släpptes i april 2002. Den gjordes i ett begränsat antal.

## Låtlista
1. "Red Light Pledge"
2. "Dawn of the Fall"
3. "Wish I Could Forget You"
4. "Bleeds No More"
5. "Last Days of Summer"
6. "Waiting Four Years"